# Packraft

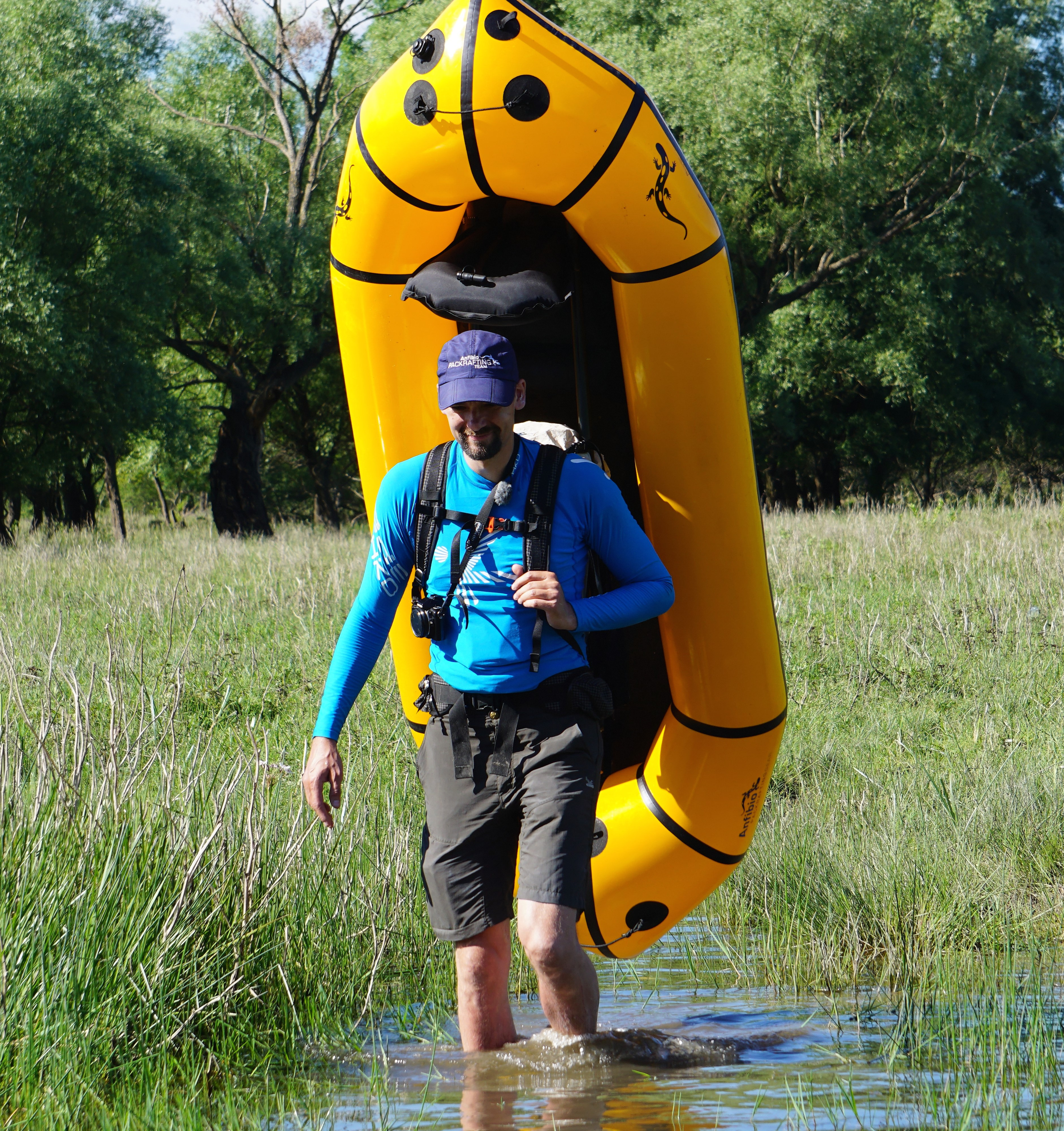
Ultraleichtes Packraft

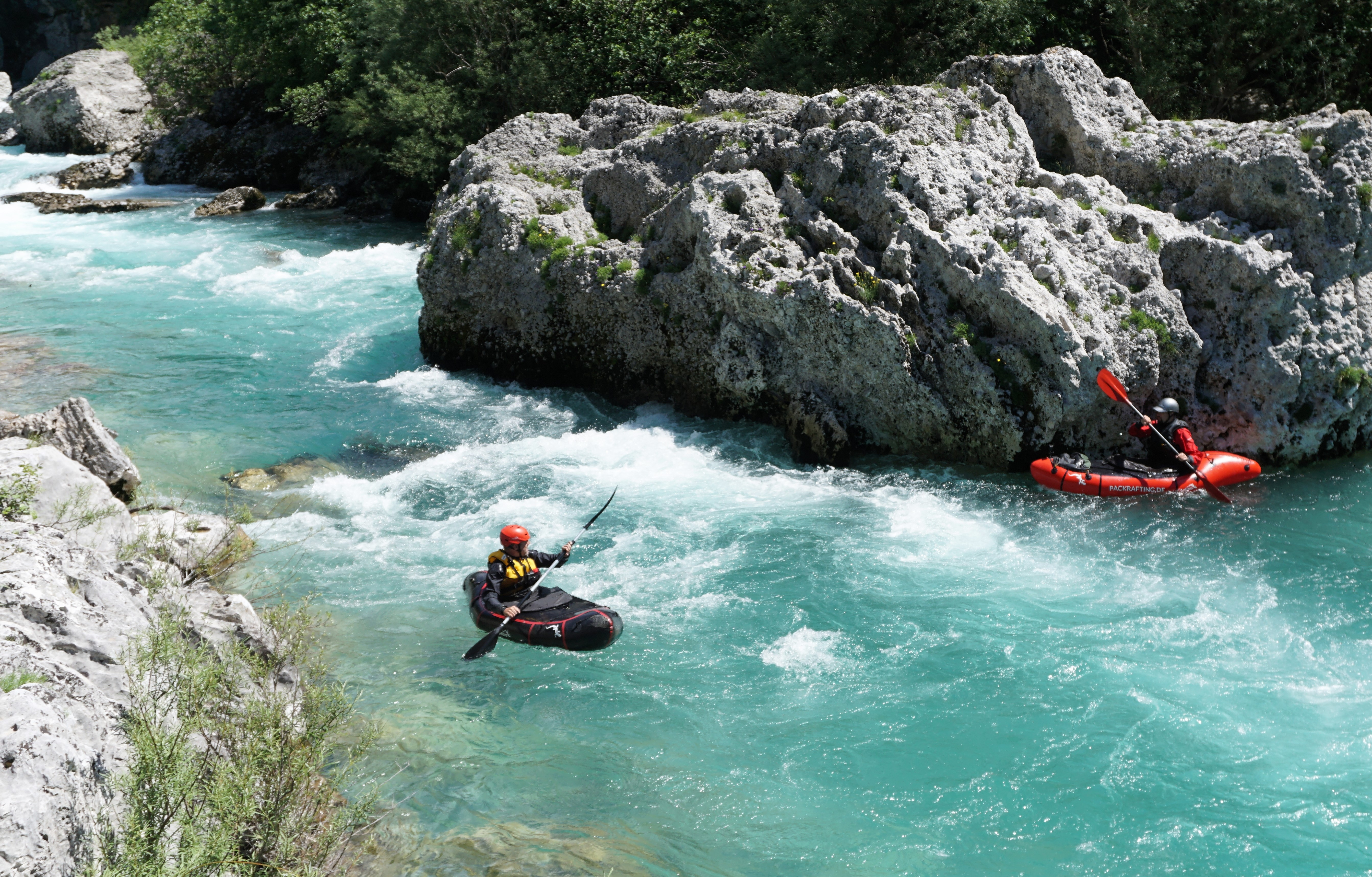
Packrafting im Balkan

Ein Packraft (aus dem Amerikanischen) ist ein leichtes aber stabiles Schlauchboot, das durch sein geringes Gewicht und Packmaß auch beim Wandern, Fahrradfahren oder im öffentlichen Verkehr mitgeführt werden kann. Synonyme sind die Bezeichnungen Trailboat, Rucksackboot, Taschenboot oder Ultraleichtschlauchboot. Packrafts werden typischerweise als Einer mit Doppelpaddel gefahren.

## Einordnung

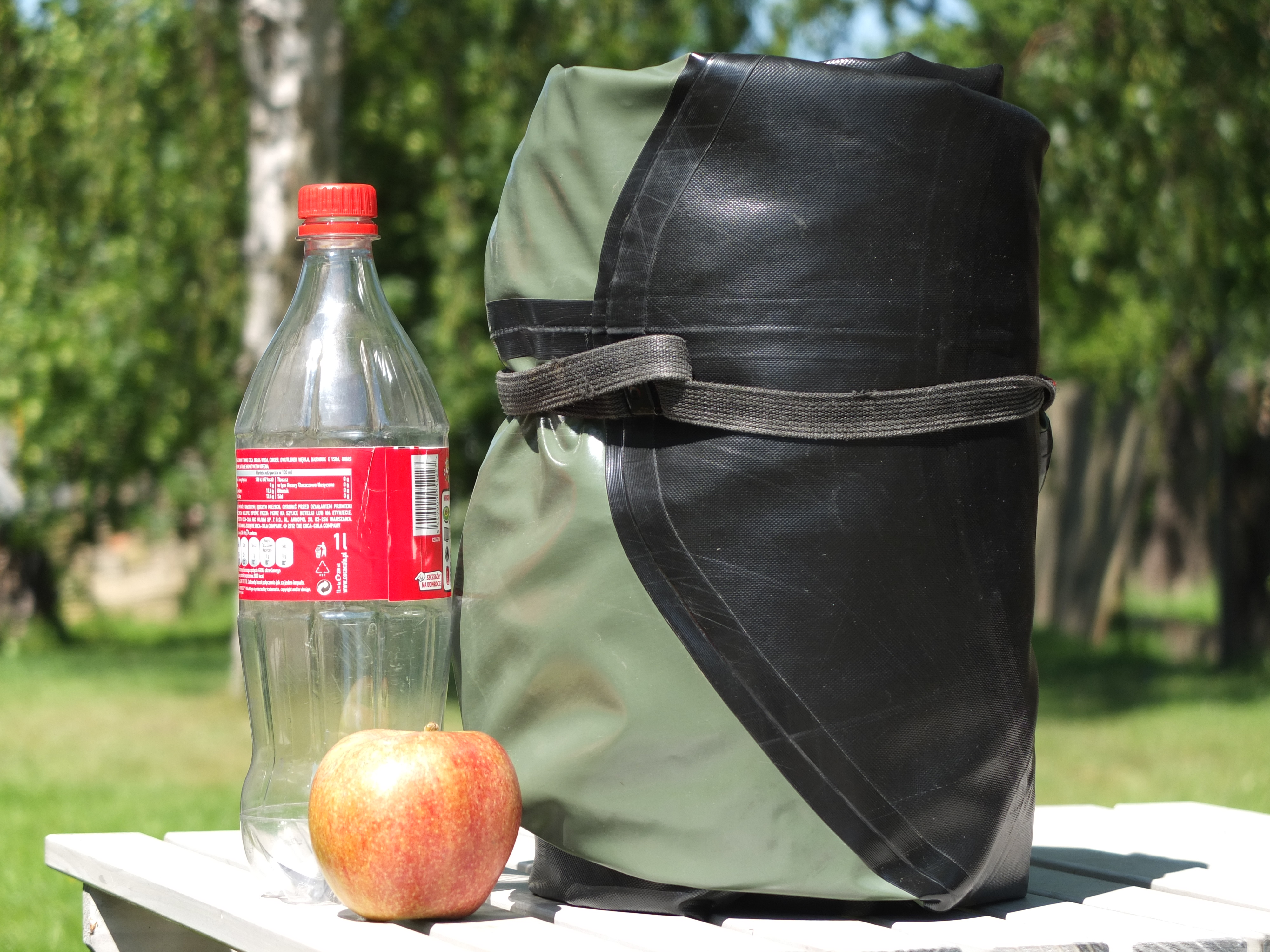
Gepacktes Boot

Die Kategorisierung als Raft ist streng genommen technisch inkorrekt. Ein Raft, also Floß, unterscheidet sich vom Boot durch den fehlenden Rumpf und erhält seinen Auftrieb nach dem archimedischen Prinzip nicht durch die Verdrängung der nach oben offenen Hohlform, sondern durch das schwimmfähige Material selbst. Es hat typischerweise einen flachen Boden. Obwohl grundsätzlich unsinkbar, sind Packrafts nur im Ausnahmefall als Selbstlenzer gebaut, die Verdrängung und der Auftrieb finden typischerweise auch durch die geschlossene Form statt.
Die Kategorisierung als Raft ist auch anwendungsseitig irreführend, da insbesondere im deutschen Sprachraum das Raft mit Rafting und somit eher mit schwerem Wildwasser im Mehrpersoneneinsatz assoziiert wird. Packrafts sind jedoch keine reinen Wildwasserkanus, sondern Reiseboote, welche auf Flüssen, Fjorden, Buchten und Bergseen eingesetzt werden. Sie lassen sich, mit einem Spritzschutz versehen, bedingt auch auf schwererem Wildwasser (IV+) fahren, dies jedoch nicht im Mehrpersoneneinsatz.
Packrafts grenzen sich von Badebooten oder PVC-Booten durch höhere Haltbarkeit durch widerstandsfähigeres Material und von erheblich schwereren Schlauchkanadiern aufgrund des geringen Gewichts mit rund 3 kg ab.

## Konstruktion

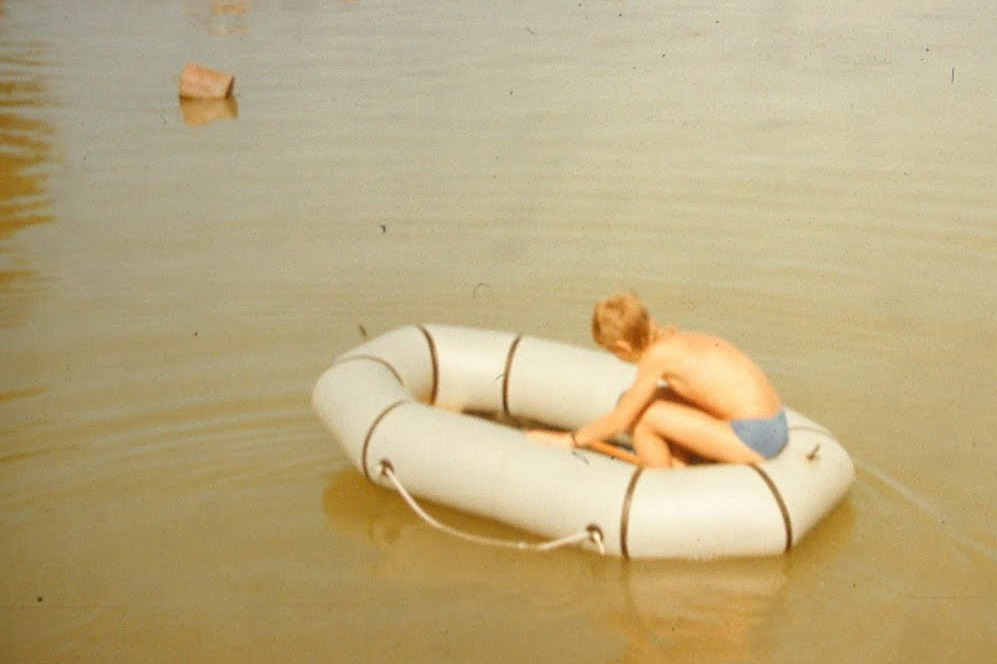
Ungarn 1989, Packraft des Ostens

Moderne Packrafts bestehen aus urethan-beschichtetem Nylon, das aufgrund einer speziellen Oberflächenbehandlung sehr abriebfest ist. Ein heute gebräuchliches Packraft besteht aus einem äußeren rundum führenden Schlauch in Einkammerbauweise und einer losen (nicht aufblasbaren) Bodenwanne. Weitere Konstruktionsmerkmale sind eine optionale (abnehmbare) Spritzdecke und der aufblasbare Sitz, die aufblasbare Rückenlehne sowie ggf. eine Bodenmatte und ein Gepäckreißverschluss (ISS). Das Boot erhält beim Aufblasen das Grundvolumen durch den Einsatz eines Blasesacks aus leichtem Nylon. Der endgültige Innendruck wird per Aufblasen mit dem Mund erreicht.

## Geschichte
Die Entwicklung von Packrafts geht mit der Geschichte des Schlauchbootes bis auf das Jahr 1844 (Halkett Boot) zurück. Den kommerziellen Grundstein legte dabei im Jahr 1913 der Berliner Hermann Meyer, welcher "ein beidseitig benutzbares, aufblasbares Wasserfahrzeug" patentrechtlich schützen ließ. Auch wenn dies noch nicht den Portabilitätskriterien von heute entsprach, war es doch ein transportables Wasserfahrzeug. Die Weiterentwicklung zu kompakten Formen führte schließlich zum Einsatz in der zivilen Luftfahrt (Rettungsboot) und zur militärischen Nutzung (Überlebensboot). Der erstmalige Einsatz solcher Geräte im Hobby- und Freizeitbereich ist schwer zu bestimmen. Gesichert gilt die Nutzung nach dem Zweiten Weltkrieg in Nordamerika und Australien. Als erste dokumentierte Nutzung gilt Dick Griffiths Trip in der Kupferschlucht in Mexiko 1952, aus dem sich der Packrafting-Gedanke entwickelte, sich aber erst in den 1980er Jahren mit ersten Produkten aus dem Freizeitbereich von Sherpa und Curtis Design verbreitete. Diese stellten erstmals Boote aus urethan-beschichtetem Nylon her, bewarben sie aber für Jäger und Angler. Dennoch wurden sie seit 1982 regulär beim Wilderness Classic Rennen in Alaska eingesetzt. Die 1990er Jahre brachten im amerikanischen Norden ausgedehnte Touren, auch in Kombination mit Mountainbikes.

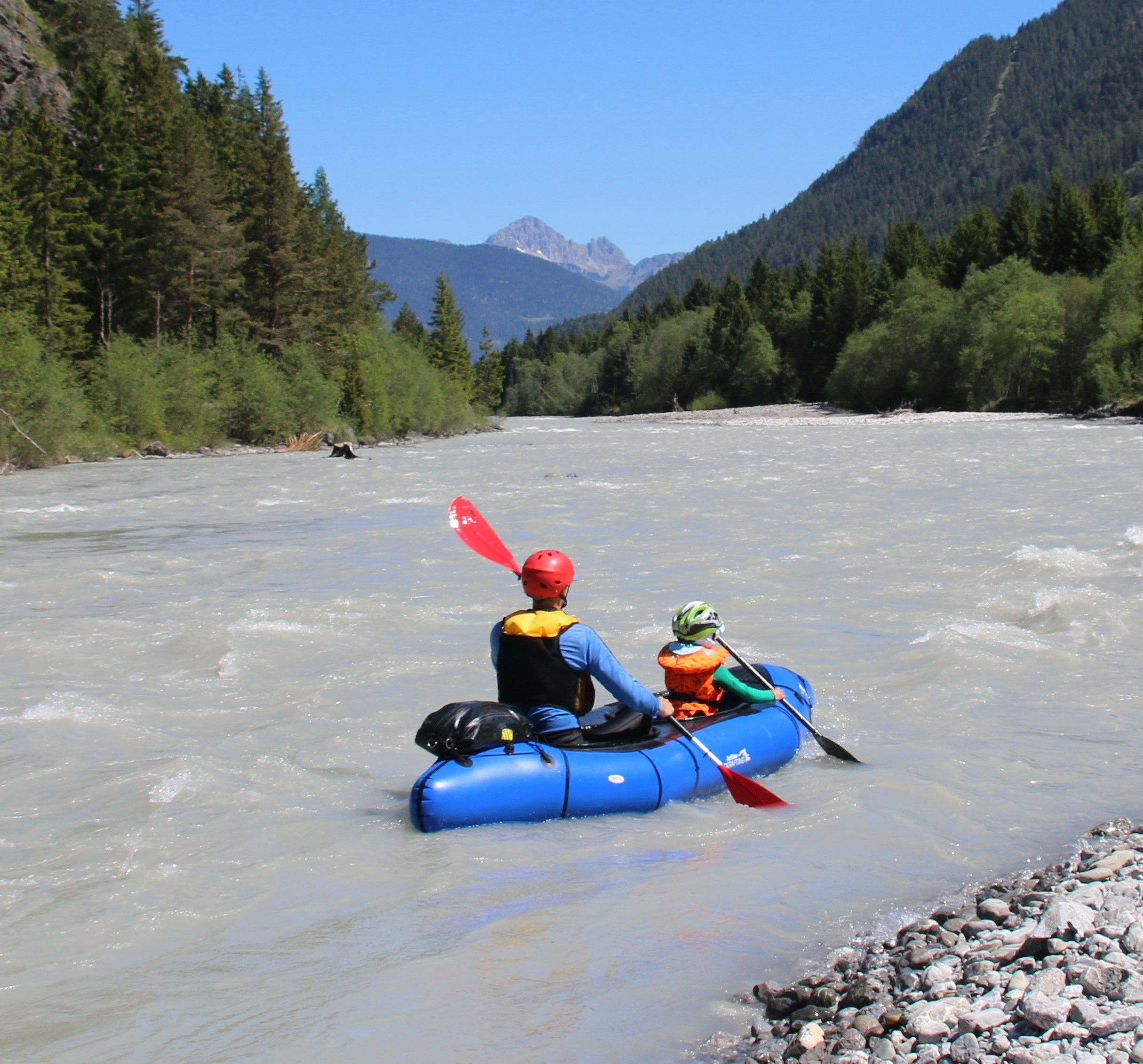
Packrafting mit Kindern und Familie im Lechtal

Parallel dazu finden sich in den 80er Jahren in der Produktion der DDR verblüffend ähnliche Konstruktionen moderner Packrafts (Typenbezeichnung B73). Packmaß und Gewicht sowie die heutige Einsatzfähigkeit sprechen für äquivalente Portabilität und Robustheit.
Die vermehrte Verwendung als Wassersportgerät erfolgte nach dem Jahr 2000 durch das Aufkommen neuer Materialien, Verarbeitungen und Konstruktionen (Spritzdecke und Passform). Insbesondere die letzten Jahre brachten eine Wende im Verständnis für diese Boote.

## Einsatzmöglichkeiten

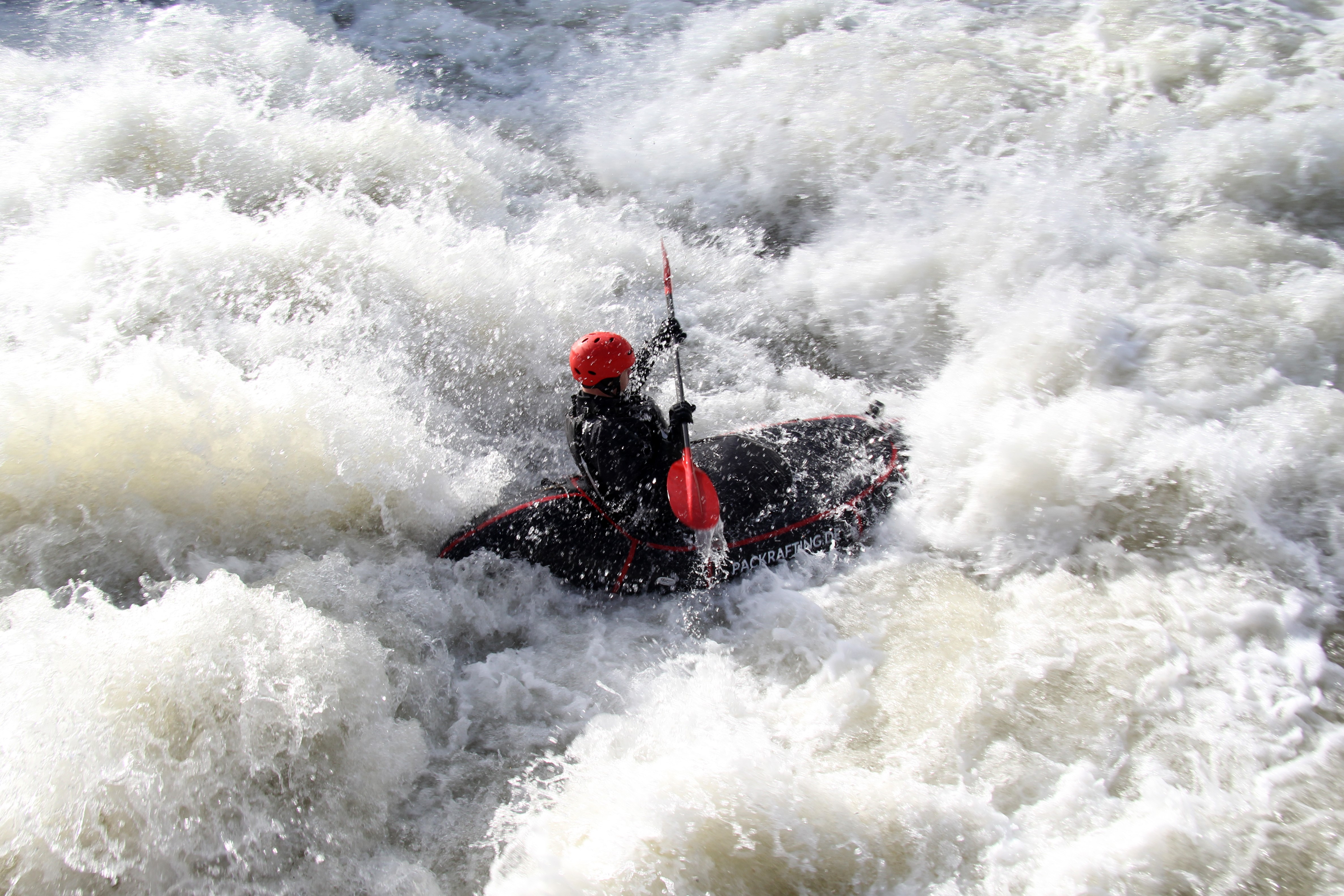
Packrafting im Wildwasser

Packrafts sind ursprünglich Wildnisboote zum Trekking in gemischtem Terrain. Die Abstufung des Anteils der Nutzung auf dem Wasser ist fließend. Es kann als reines Backup oder nur zur Überwindung von Gewässern dienen, es kann einen ausgewogenen Anteil besitzen (klassisches Packrafting) oder den überwiegenden Teil ausmachen (Aufstieg zum Einstieg) bzw. als reines Wildwasserkanu genutzt werden.
Für die Anwendung im Wildwasser optimieren die Hersteller Form und Ausstattung der Packrafts zunehmend. So gehören eine feste Spritzdecke und Schenkelgurte mittlerweile zur Standardausrüstung im Wildwasser. Mit den neuesten Wildwassermodellen, lassen sich kajakähnliche Eigenschaften erzielen, sie lassen sich zudem einfach im Wildwasser rollen.
Mit dem Fehlen echter Wildnisgebiete dürfte es nach dieser Sichtweise keine Anwendung in (Mittel-)Europa geben. Mit einem guten Angebot an öffentlichem Nah- und Fernverkehr eröffnen Packrafts jedoch hier die Möglichkeit an einem wahren Mix unterschiedlicher Transporte. Charakteristisch für den Einsatz ist die Portabilität, Vielseitigkeit und Verlässlichkeit. Die Kombination aus Wandern bzw. Trekking und Gewässerbefahrung ist der klassische Einsatzbereich.
Variationen

Bikerafting: Kombination von Fahrrad und Packraft

- Bikerafting (Packrafts und Fahrräder)[12]
- Skipaddeln (Packrafts und Langlauf)
- Bootsrodeln (als Schlitten oder Pulka)
- Rollerboating (Rollschuh und Boot)
- Transport beim Angeln und zur Jagd
- als Zugang zu unzugänglichen Kletterfelsen
- für Backpacker mit Bus, Bahn und Flugzeug[8]

## Zubehör

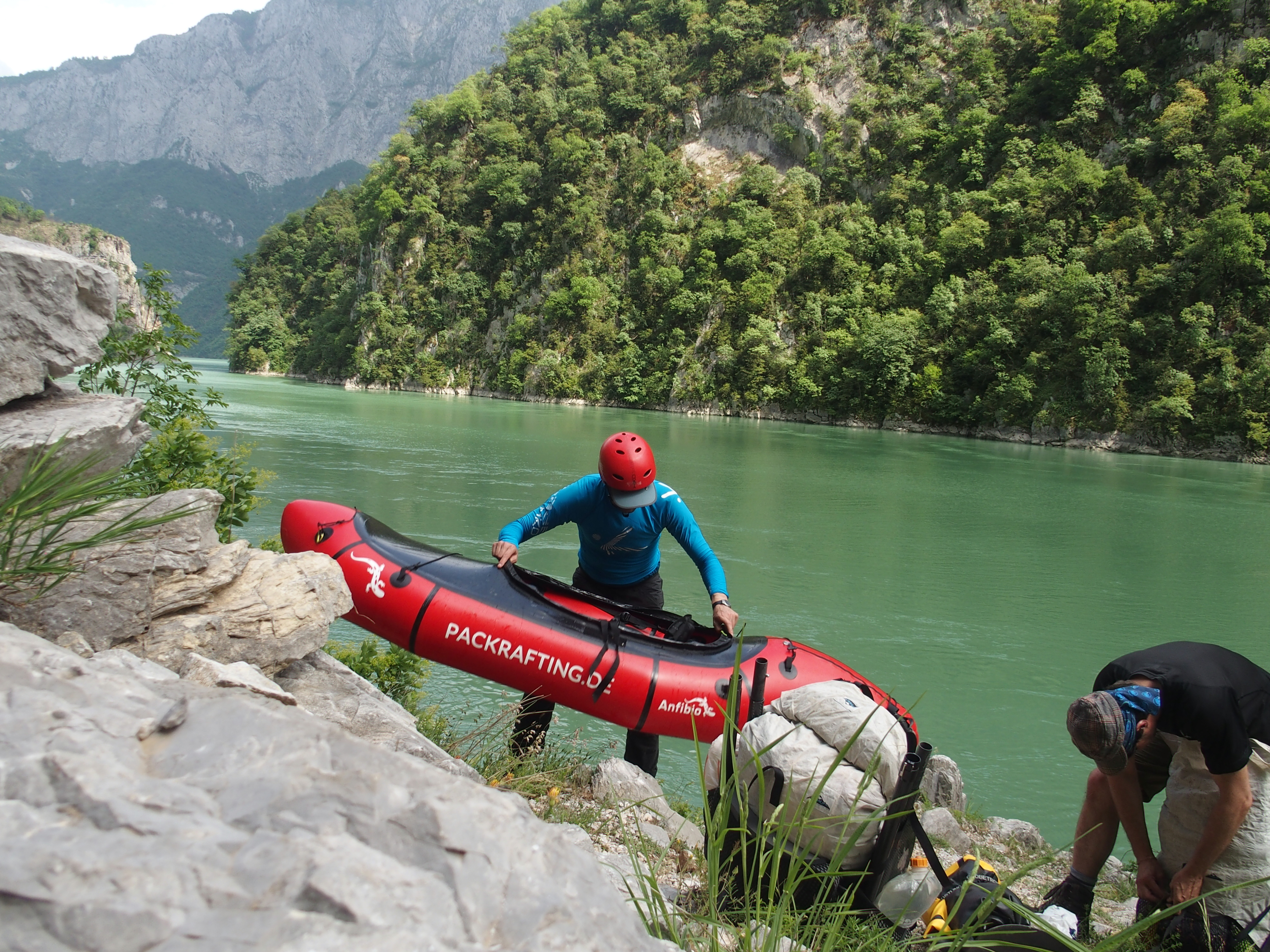
Flexibler Ein- & Ausstieg

Zur Bootsausrüstung gehört ein teilbares und in Länge und Schränkung verstellbares Paddel. Je nach Anwendung kommen Helm, Schwimmweste, Sicherheitsartikel wie ein Wurfsack und Kälteschutzkleidung hinzu.

## Belege
1. ↑  Zu Fuß zum Paddeln. Kanu Magazin, abgerufen am 5. September 2019.
2. ↑  Schellin, Sven: Dick, aber untergewichtig. Neuer Trendsport Packrafting? Hrsg.: KANUmagazin. 03/2010 Auflage.
3. 1 2 3  Hennemann, Michael: Packrafts, Kanus für den Rucksack. Hrsg.: kajak-Magazin. 02/2017 Auflage. S. 46–51.
4. ↑  Packrafting Vergleichstabelle. Abgerufen am 5. September 2018.
5. 1 2  Historie des Packrafting. Abgerufen am 5. September 2018.
6. ↑  Dial, Roman: Packrafting! An Introduction and How-to Guide. Beartooth Mountain Press. Hrsg.: Bozeman, MT. 2008.
7. ↑  Packrafting Test in der Steiermark. Helden der Freizeit, abgerufen am 5. September 2018.
8. 1 2  Raus! Magazin: Packrafting. Abgerufen am 5. September 2018.
9. ↑  Steffl, ahoi! Mit Packraft in die Wiener Innenstadt. Helden der Freizeit, abgerufen am 5. September 2018.
10. ↑  Packrafting Trips. Abgerufen am 5. September 2018.
11. ↑  Packrafting - Wassersport aus der Handtasche. Pulstreiber Magazin, abgerufen am 5. September 2018.
12. ↑  Steve Graepel: Gear Junkie Packraft Test. Gear Junkie, abgerufen am 5. September 2018.